# Lajosmizse
Lajosmizse là một thành phố thuộc hạt Bács-Kiskun, Hungary. Thành phố này có diện tích 164,66 km², dân số năm 2010 là 11140 người, mật độ 68 người/km².